# Бурая двуходка
Бурая двуходка, или пепельный бланус (лат. Blanus cinereus), — вид пресмыкающихся рода бланусы подотряда амфисбены.

## Ареал и среда обитания
Встречается в южной части Пиренейского полуострова, южнее рек Эбро и Дору, а также в Марокко.
Его природными местами обитания являются леса, кустарники средиземноморского типа, луга, пашни и пастбища умеренных зон.

## Описание
Бурая двуходка — небольшая безногая рептилия, роющий вид. Взрослые особи достигают 10—20 см в длину. Питается червями и другими мелкими беспозвоночными. Яйцекладущие.
МСОП относит вид к категории «Вызывающие наименьшие опасения».